# Suicídio no Japão
O suicídio no Japão (自殺, jisatsu) é uma importante questão social no país. Segundo a Organização para a Cooperação e Desenvolvimento Económico (OCDE) o Japão, com 127 milhões de habitantes, tem uma das mais elevadas taxas de suicídio do mundo. A opção de acabar com a vida não acarreta nenhum estigma social no Japão, pois a morte é considerada no país como uma passagem para outra existência, devido à influência do budismo. Os principais fatores ligados ao suicídio são o desemprego (sobretudo durante e após a recessão económica na década de 1990), o bullying nas escolas e as pressões sociais. No acumulado de 2011, o Japão registou 30.651 suicídios, menos 1.039 casos do que em 2010, o que representa a primeira vez que o país teve num ano menos de 31 mil casos de suicídio desde 1998. A polícia japonesa exorta o Governo, administrações locais e instituições privadas a trabalharem em conjunto para implementarem medidas eficazes para evitar os suicídios, apontando a necessidade de prevenir este tipo de casos entre os mais jovens e estudantes. Segundo declarações do Governo nipónico, "um sentimento de ansiedade espalhou-se no seio da sociedade japonesa após a catástrofe e suspeita-se que este sentimento possa ter sido um fator de agravamento".
Embora amplamente discutido, os números não representam a maior taxa de suicídio os entre países desenvolvidos — na qual a Coreia do Sul lidera, com uma média anual de 20,2 suicídios por 100 mil habitantes. Após atingir o pico em 2003, a taxa se encontra atualmente em 14,3 suicídios para cada 100 mil habitantes. Embora ainda seja praticamente o dobro da taxa registrada no Reino Unido (7,6), o índice japonês tem caído gradualmente, atingindo a menor taxa já registrada em 2019. A taxa atual é comparável àquela dos Estados Unidos (13,71) que, inclusive, possui uma taxa de suicídios entre homens maior (21,1 contra 20,5 no Japão). Embora esteja crescendo, a taxa de suicídio entre jovens no Japão está entre as menores dos países desenvolvidos; são 2,8 por 100.000 habitantes contra 14,6 nos Estados Unidos e 11,2 no Reino Unido.

## O suicídio na cultura japonesa
A sociedade japonesa já há muito tempo fornece materiais únicos para estudos sociais sobre o suicídio. Isto pode dever-se ao fato do que é acreditado como que uma forma peculiar do país de cometer o suícidio, tal como, por exemplo, o haraquíri e o shinjyuu. Ao longo da história do Japão, o haraquíri era considerado um privilégio das classes superiores, e concedido apenas aos samurais. Já o shinjyuu, a forma de suicídio cometida entre pessoas íntimas, era mais comum entre os plebeus. Esta última forma de suicídio abrangia o suicídio de amantes, do qual foi desenvolvido um género literário — tal como o que se encontra nas peças de kabuki de Monzaemon Chikamatsu, e outros tipos de suicídios por familiares tais como o boshi-shinjyu (suicídio de mãe e filho/a), o ikka-shinjyu (o suicídio de toda a família), os quais ocorriam em todas as classes sociais. O ato de suicídio japonês é peculiar porque geralmente está associado a um significado de valor e vingança. O suicídio tem uma associação de larga data com a salvação do nome ou fama da pessoa ou da família. A análise do suicídio tem sido considerada como um passo importante na compreensão da cultura, sociedade e povo japonês. Entre os que foram fortemente levados por este tipo de motivação está, por exemplo, a antropóloga cultural americana, Ruth Benedict. No seu livro clássico sobre o Japão da ocasião da guerra - O crisântemo e a espada — ela analisa características do comportamento japonês.
De acordo com Benedict, os japoneses, que não têm nem uma bússola interior forte nem o sentimento cristão da culpa, estando fortemente inclinados a salvar o seu nome, ou mesmo a fama da nação, através do suicídio. Similarmente, Emile Durkheim, o francês fundador da sociologia profissional moderna, é também conhecido por estudos sobre o suicídio, em parte referindo-se ao ritual da autoimolação através do corte do ventre observado no Japão. De acordo com ele, o Japão é o tipo de sociedade onde existe prestígio social associado ao suicídio, e a recusa desta honraria tinha efeitos similares aos da punição real. Por outro lado, o que deveria ser igualmente ou talvez ainda mais enfatizado neste contexto é que os japoneses, e não os observadores ocidentais, foram os que reconheceram e mais efetivamente utilizaram esta associação entre o suicídio e o ethos japonês. Maurício Pinguet, o autor de A morte voluntária no Japão, exemplificou a identidade cultural japonesa através da análise da "morte voluntária", mas nunca deixou de ressaltar que a frase "Nação do suicídio" foi primeiramente uma invenção japonesa nos últimos anos da década de 50.
Durante o período do xogunato, no Japão é comum o encorajamento dos seus membros a cometer atos suicidas, ao implementar vocabulários relacionados com o salvamento da fama, para impedir uma possível rebelião contra o governo. A figura do Kamikaze foi idealizada para glorificar a guerra.

## Prevenção
Após o país atingir sua maior taxa de suicídios em 2003, autoridades locais, empregadores e ONGs se uniram para desenvolver uma série de iniciativas para combater a prática. No simpósio de medidas contra o suicídio, ocorrido em maio de 2005, ONGs e membros do Parlamento fizeram pedidos junto ao Ministério da Saúde, Trabalho e Bem-Estar para desenvolver uma estratégia nacional de combate ao suicídio. Em junho de 2006 foi sancionada a Lei Básica de Prevenção ao Suicídio. Em seguida, a responsabilidade pela aplicação da política nacional contra o suicídio passou do Ministério da Saúde, Trabalho e Bem-Estar para o Gabinete do Primeiro-Ministro tornando-se, assim, uma política de governo multiministerial. No ano seguinte, os princípios gerais da política de prevenção ao suicídio entraram em vigor, tendo como meta prevenir o suicídio e oferecer apoio aos sobreviventes. Em 2012, o texto foi emendado para enfatizar no apoio aos jovens e às pessoas que já tentaram o suicídio antes. A verba anual do governo para a política de combate ao suicídio é de cerca de 3 bilhões de ienes (27,5 milhões de dólares). A previsão do governo é de reduzir a taxa de suicídio em 30% (tendo como base os números de 2015) até 2026.
As medidas da política de prevenção ao suicídio pretender unificar governo, agentes públicos, ONGs, empresas e a sociedade em ações coordenadas. Além de medidas para reduzir o estresse nos locais de trabalho, como forma de combater o karoshi, foram criadas linhas de aconselhamento por telefone que operam 24 horas por dia. O setor privado, pressionado na Justiça por familiares de empregados que se mataram, facilitou o acesso à licença por problemas psiquiátricos, assim como passou a oferecer mais auxílio psicológico para seus empregados. Além disso, o governo aprovou uma lei obrigando todas as empresas com mais de 50 funcionários a realizar uma avaliação anual do nível de estresse dos empregados. Em 2017 o governo anunciou a criação de canais de aconselhamento nas redes sociais.

## Métodos de suicídio
Os métodos mais comuns de suicídio no Japão são enforcamento, atirar-se de grandes alturas e overdose de fármacos.
Embora o país possua um extenso sistema ferroviário, são raros os casos de pessoas que optam por tirar a própria vida atirando-se para debaixo de comboios, método que ocupa a sexta posição em 2014 entre as formas de suicídio utilizadas. A causa, descrita como tobikomi pelo Centro de Prevenção ao Suicídio, também inclui outras formas de suicídio, como atirar-se a frente de qualquer outro veículo em movimento. Como método de combate ao suicídio, algumas companhias ferroviárias exigem das famílias do suicida o pagamento de uma indenização por estragos provocados e pela interrupção do tráfego. Além disso, muitas estações instalam luzes azuis e espelhos nas plataformas onde a prática é mais comum; as luzes azuis têm um efeito calmante, enquanto que os espelhos servem para lembrar aos suicidas de seu valor próprio.
Também são incomuns os suicídios causados por armas de fogo, graças à forte política de desarmamento do país. Foram apenas 10 suicídios por arma em 2015. Comparativamente, desde 2012 os Estados Unidos registram mais de 20.000 suicídios por ano por esse método.
Um método recorrente na atualidade, que tem ganhado alguma popularidade, em parte devido aos anúncios publicitários na internet, é a utilização de produtos domésticos para obtenção de gás sulfídrico, letal se inalado. Em 2007, 29 terroristas suicidas utilizaram esse método, enquanto que no período entre março e junho de 2008, 208 suicidas teriam apresentado sintomas de intoxicação de gás, ultrapassando os 500 casos no final do ano. Este método é particularmente perigoso, pois existe um alto risco de ferir outras pessoas durante o processo. Um homem que em 2008 tentou cometer suicídio, inalando gás obtido de pesticidas e foi posteriormente hospitalizado, causou a intoxicação de outras 50 pessoas presentes no hospital, incluindo médicos, pacientes e enfermeiros.